# Кадіївський трамвай
Каді́ївський трамва́й — мережа трамвая на електричній тязі, що діяла у місті Кадіївка (Луганська область) до 2007 року.

## Історія
Місто Кадіївка з часу свого заснування розвивалося як агломерація пришахтних селищ (Алмазна, Брянка, Теплогірськ). Тому необхідність у транспортному сполученні була очевидною  — зокрема Олексій Стаханов піклувався про відкриття трамвайної лінії між Кадіївкою та Ірміно. На цій лінії рух був відкритий 15 лютого 1937 року. До кінця року були також збудовані лінії до станції «Алмазна» та машинобудівного заводу.
Під час другої світової війни використовувався, в тому числі, у воєнних цілях.
У березні 1991 року було припинено рух по лінії до машинобудівного заводу; у липні — до Алмазної (через аварійність залізничного віадуку). 
11 листопада 2007 року рух припинено і на лінії «Стаханов — Теплогірськ». Останні 4 вагони списано у 2011 році.
У серпні 2011 року було Стаханівською міською радою було прийнято рішення про демонтаж трамвайних ліній і продаж рейок на аукціоні. Проти цього рішення у місті проходили мітинги протестів.

## Маршрути
| Роки      | № | Кінцевий пункт А             | Кінцевий пункт Б                |
| 1937—1991 | 1 | Центральний ринок (Кадіївка) | Ірміно                          |
| 1937—1991 | 2 | Центральний ринок (Кадіївка) | Залізнична станція «Алмазна»    |
| 1937—1991 | 3 | Центральний ринок (Кадіївка) | Машинобудівний завод (Кадіївка) |
| 1991—2008 | 1 | Центральний ринок (Кадіївка) | Ірміно                          |

## Рухомий склад

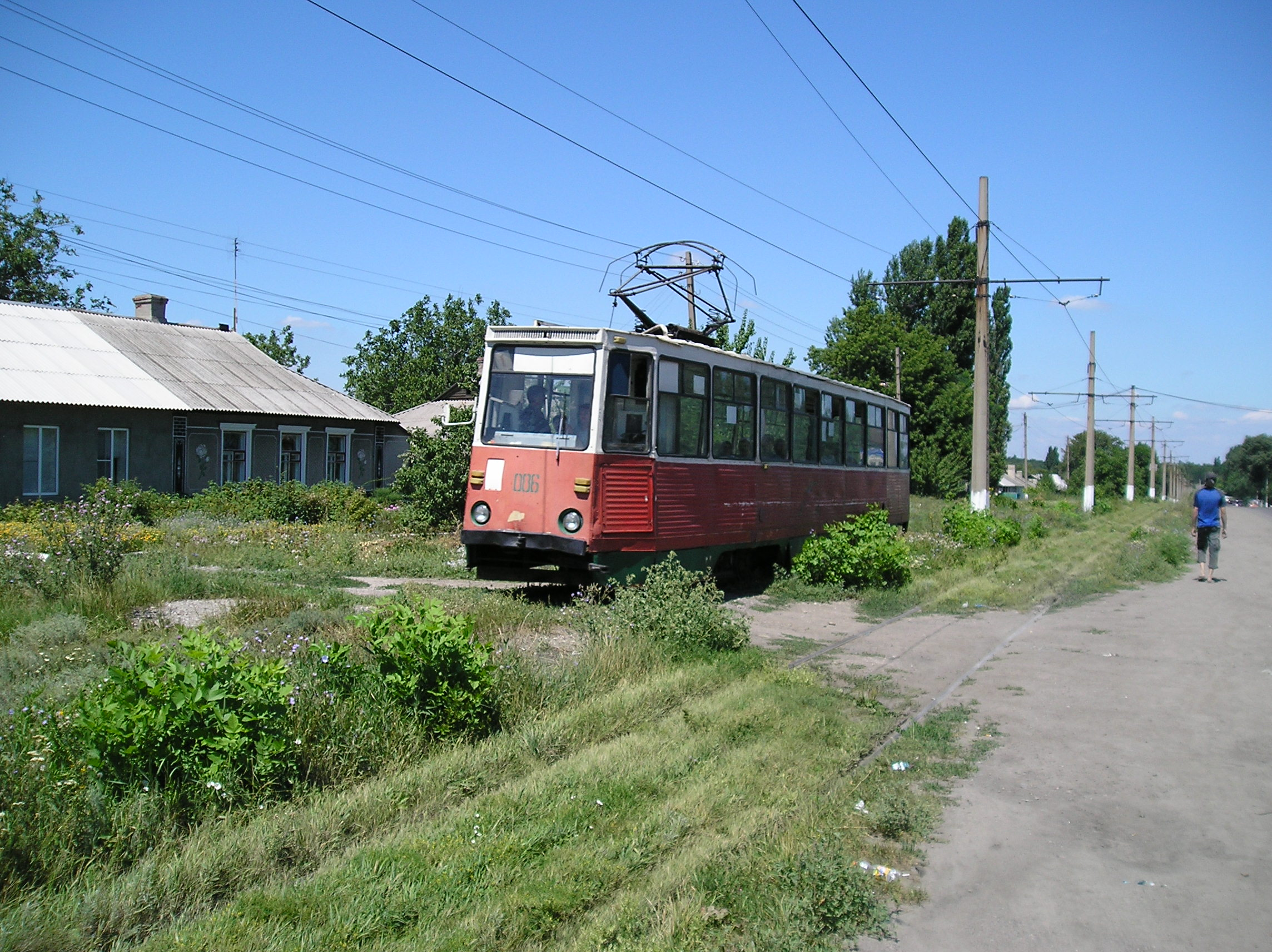
КТМ-5

| 1940 | 11 |
| 1973 | 38 |
| 1990 | 23 |
| 2000 | 8  |
| 2007 | 4  |

| Постачання вагонів                                       | Постачання вагонів | Постачання вагонів |
| Моделі                                                   | Кількість вагонів  | Роки поставок      |
| -------------------------------------------------------- | ------------------ | ------------------ |
| Вагони серії Х (моторні)                                 | 6                  | 1937               |
| Вагони серії М (причепні)                                | 5                  | 1937               |
| КТЧ (моторні, чотиривісні) б/в вагони з Києва та Харкова |                    | 1949               |
| КТП-1 (причепні)                                         |                    | 1957—1961          |
| КТМ-2 (моторні)                                          |                    | 1961—1972          |
| КТП-2 (причепні)                                         |                    | 1961—1972          |
| КТМ-5М (моторні)                                         |                    | після 1972         |